# Hans Frei (Medailleur)
Hans Frei (* 30. April 1868 in Basel; † 14. März 1947 in Riehen; heimatberechtigt in Basel und Zuzgen) war ein Schweizer Medailleur, Graveur, Ziseleur, Schmuck-Modelleur und Bildhauer.

## Leben und Werk

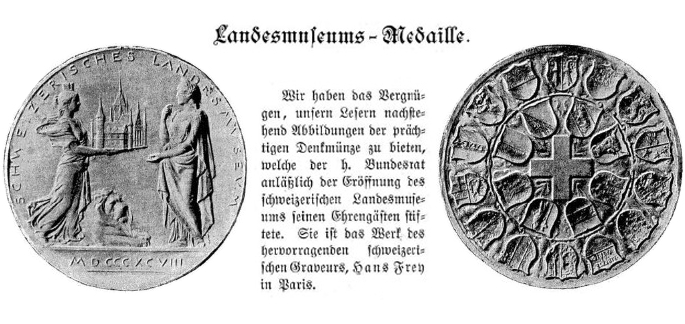
Gedenkmedaille für das Landesmuseum Zürich

Frei war der Sohn eines aus dem Aargauischen eingewanderten Handwerkers. Mit sechs Jahren erkrankte Frei an einer Mittelohrentzündung, die falsch behandelt wurde, was zu einer dauernden Schwerhörigkeit führte.
Als 14-Jähriger absolvierte Frei in Basel eine Lehre als Graveur. Nach Abschluss der Lehrzeit arbeitete er weiter im Lehrbetrieb und besuchte Abendkurse an der «Zeichnungs- und Modellierschule der Gesellschaft des Guten und Gemeinnützigen», der Vorgängerin der heutigen Allgemeinen Gewerbeschule.
Ab 1889 ging Frei auf Wanderschaft und hielt sich in Konstanz und München auf. Seinen Lebensunterhalt verdiente er sich, indem er das Besteck der Wirtsleute gravierte und die Masskrug-Deckel der Stammgäste in den bayrischen Gasthöfen mit Namen und Monogrammen schmückte. In Wien angekommen, besuchte Frei die Goldschmied- und Ziselierschule von Stefan Schwartz. Weitere Stationen waren Böhmen, Dresden, Berlin, Hamburg und Köln.

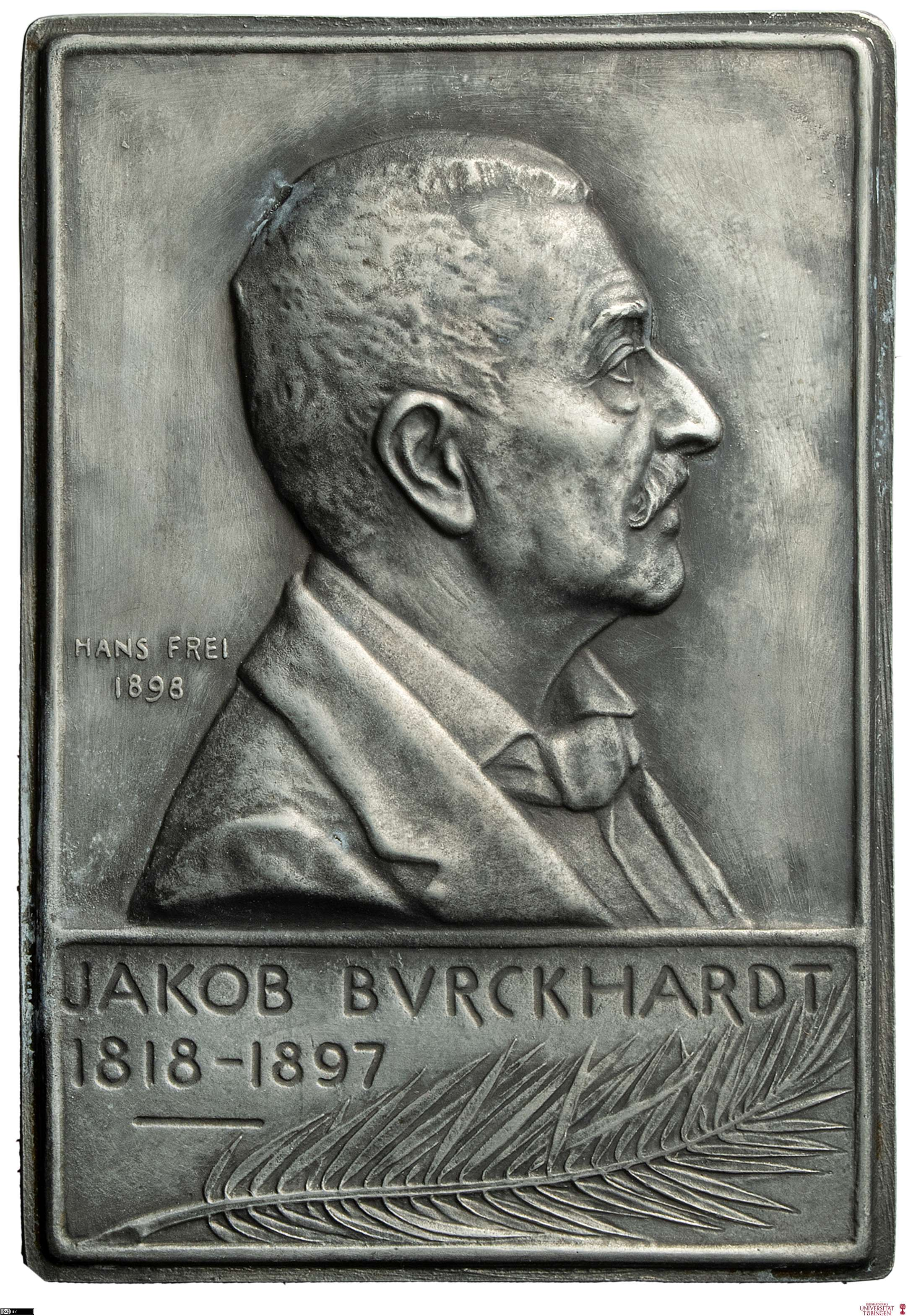
Plakette für Jacob Burckhardt

Wieder in Basel, arbeitete er bei seinem ehemaligen Lehrmeister und besuchte die Allgemeine Gewerbeschule. Mit Hilfe eines Stipendiums konnte Frei für ein Jahr an der École des arts industriels in Genf bei Jean-Joseph Jerdellet Ziselieren und Modellieren sowie Bildhauerei bei Jean-Jules Bernard Salmson studieren.
1894 besuchte Frei die École nationale supérieure des arts décoratifs und wurde Schüler bei Hector Lemaire. Im Bildhaueratelier der Académie Julian studierte er bei Félix Charpentier und Denys Puech. In dieser Zeit befreundete sich Frei mit Burkhard Mangold, Max Leu sowie Rodo (Auguste de Niederhäusern) und wurde durch den angesehenen Bildhauer und Medailleur Oscar Roty gefördert. Seinen Lebensunterhalt bestritt er mit dem Herstellen von Modellen für Bijouterie- und Goldwarenfabriken sowie Medaillen, die seinen späteren Ruf begründen sollten. Frei schuf Medaillen mit Bildnissen von Johann Heinrich Pestalozzi, Adrian von Bubenberg und Erasmus von Rotterdam sowie eine Anzahl Porträts, u. a. von Jacob Burckhardt und anderen Angehörigen alter Basler Familien.

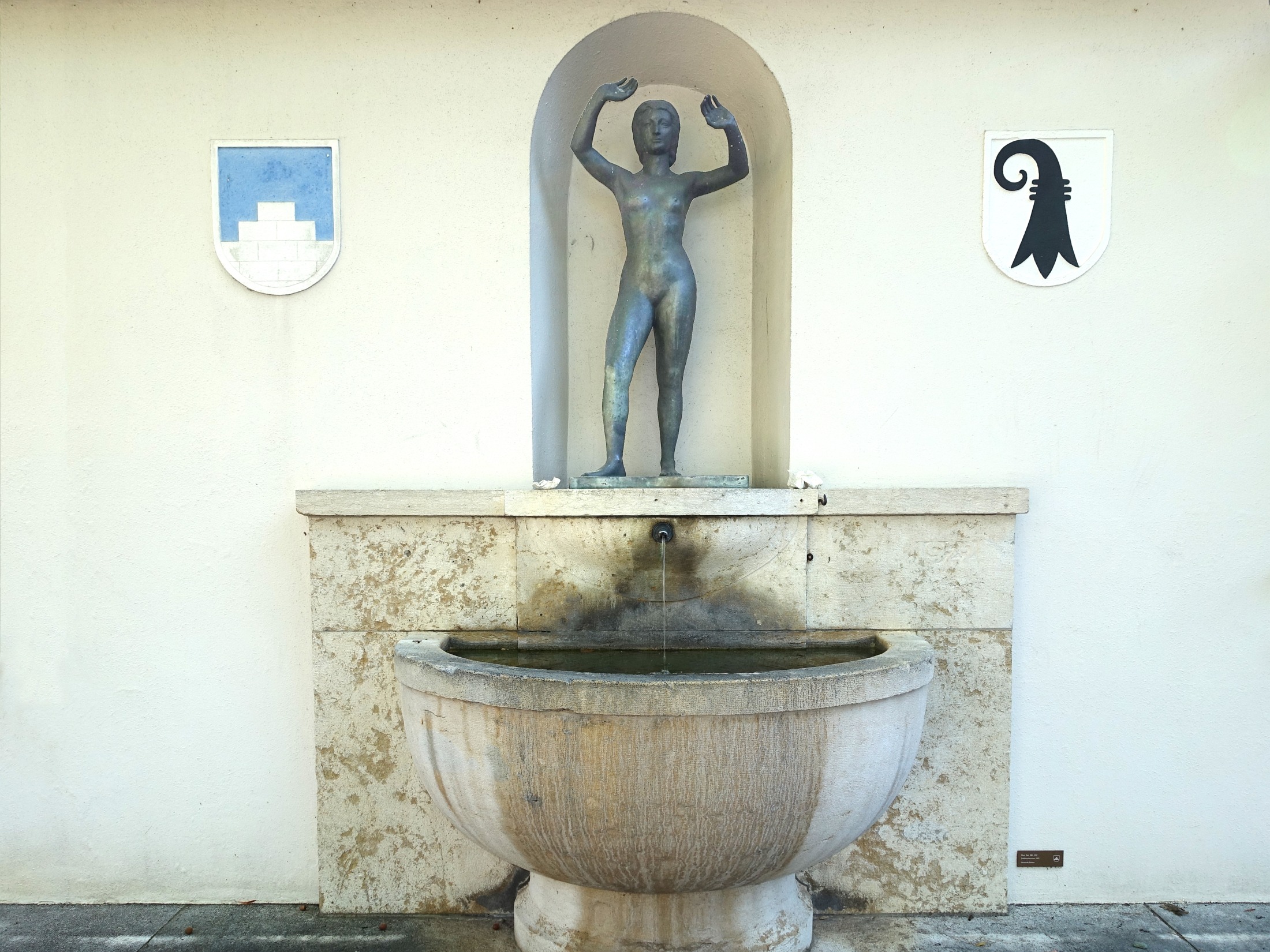
Brunnenskulptur von 1925 zur Vierhundert-Jahr-Feier der Vereinigung Riehens mit Basel

1898 kehrte Frei nach Basel zurück und wurde ein international gefragter Medailleur. In der Folge schuf er zahlreiche Plaketten zur Basler und waadtländischen Bundesfeier, die Medaille zur Stiftungsfeier der Universität Zürich, 1903 die Festmedaille für das Landesmuseum Zürich und die Denkmünze zum Simplon-Tunneldurchstich von 1905.
Frei erhielt für seine Arbeiten zahlreiche Auszeichnungen, so 1900 an der Weltausstellung in Paris und 1910 an der Weltausstellung in Brüssel sowie 1911 und 1913 an der internationalen Kunstausstellung im Glaspalast München. Frei gestaltete auch Metallreliefs für steinerne Grab- und Denkmäler, die bekanntesten für Albert Anker in Ins und für den Conrad-Ferdinand-Meyer-Brunnen in Engelberg. Neben Plaketten hat er um 1914 für die schweizerische föderale Regierung auch Steuermarken gestaltet, die ab 1915 ausgegeben wurden.

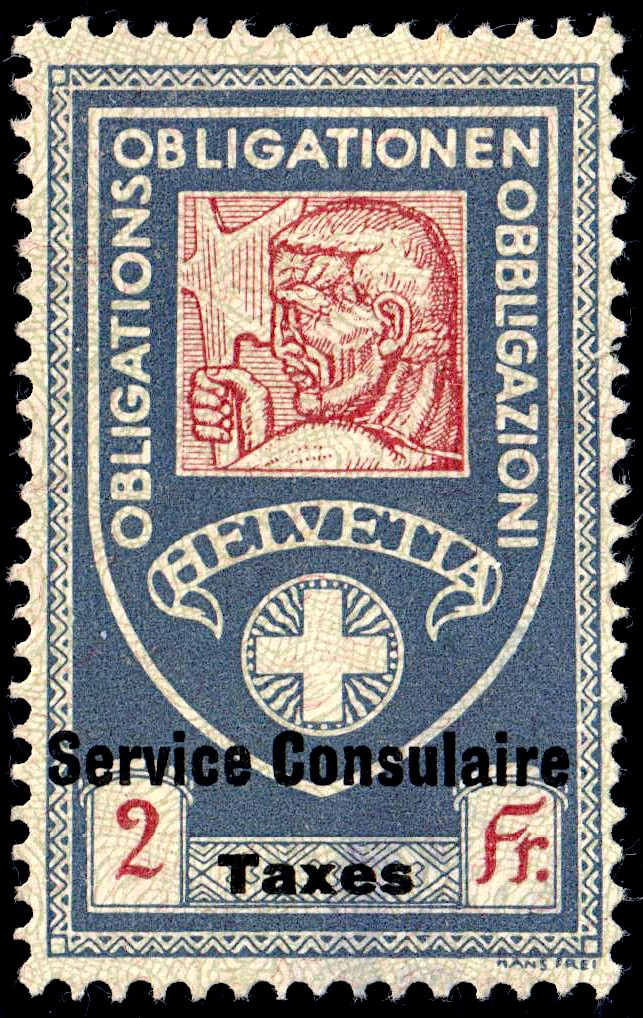
Steuermarke für die schweizerische föderale Regierung (1915)

Freis Œuvre umfasst über 450 Medaillen und Plaketten für Jubiläen und andere Anlässe, vor allem für Schützenfeste. Seine Arbeiten befinden sich im In- und Ausland in Museen und öffentlichen Sammlungen.
Frei war mit Emma, geborene Wenk, verheiratet. Sie war die jüngste Tochter des Gemeinderates Wenk von Riehen. Ihre gemeinsame Tochter war die Bildhauerin und Kunsthandwerkerin Hedwig Frei (1905–1958).
Frei schuf 1925 zur Vierhundert-Jahr-Feier der Vereinigung Riehens mit Basel die Brunnenskulptur für den Jubiläumsbrunnen. 1941 erlitt er einen Schlaganfall und musste, weil er seither einseitig gelähmt war, seine Tätigkeiten aufgeben.